# 合興壇
合興壇（泰文：โรงเจฮะเฮงตั้ว；英文：Ha Heng Tua Vegetarian Place）位於泰國的首都曼谷之東部的叻甲挽縣，貼耀區（Thap Yao district），叻甲挽路（Lad Krabang Road）卅二社（Soi 32 Lad Krabang）的一所信奉大乘佛教之著名道教廟堂，供奉有被泰國華僑稱為「百苦菩薩」的劉益豐先生，以及九皇大帝、观音，财神等神像。

## 地址
- 泰文：ซอย 32 ลาดกระบัง แขวงลาดกระบัง เขตลาดกระบัง กรุงเทพมหานคร 10520
- 中文：泰國，曼谷，叻甲挽縣，貼耀區，叻甲挽路，叻甲挽卅二社，泰國郵遞區號10520。

英文：Soi 32 Lad Krabang, Lad Krabang Road, Thap Yao district, Lat Krabang, Bangkok 10520, Thailand.

## 歷史
- 根據大殿裡的「百苦菩薩史略」（1959年3月9日（農曆二月初一，星期一））：
  - 菩薩姓「劉」名「益豐」，粵（廣東省）之潮陽，港頭鄉人也，心慕佛珠（Buddism）之樂，乃入新港四角『合興齋壇』，修行，於前清朝光緒乙巳年正月十五日（1905年2月18日，星期六）禪坐羽化，時年二十有六歲（26歲），禪坐有百日之辛苦，故當地人士尊為「百苦菩薩」云。

## 建築
大門牌樓對聯：「合力同恭信有慈航能普渡；興壇施教廣依佛法結前緣。」
大殿正門對聯：「百念玄通世登彼岸；苦備般若菩薩生天。」
大殿前柱對聯：「古殿喜重新看百苦慈悲普渡眾生登彼岸；善緣宜廣結想雙修福慧虔誠茹素念彌陀。」
大殿後柱對聯由曾憲武先生在1969年撰寫：「百日潛修悟澈六根超凡化真歸極樂；苦難已了金剛一體蓮花座傳千秋。」

## 公共交通
- 泰國東線鐵路，鱷魚頭火車站（Hua Takhe Station）
- 曼谷 143 路 公共汽車，鱷魚頭噠叻（Hua Takhe Market）

## 外部連結
- 叻甲挽縣署有關「百苦菩薩」的照片介紹網頁（泰文）
- 『合興壇』的照片（泰文介紹）
- 『合興壇』的照片（英文介紹）